# Hellraiser: Hellworld
Hellraiser: Hellworld is een Amerikaanse horrorfilm uit 2005 onder regie van Rick Bota. Het is het achtste deel in de Hellraiser-filmserie en het vierde deel waar de oorspronkelijke bedenker Clive Barker niet bij betrokken was. De film werd direct-naar-video uitgebracht.

## Synopsis
Vijf hardcore internetgamers worden uitgenodigd om het exclusieve en gevaarlijke Hellworld te spelen. Hun computers en hun kennis moeten 100% zijn om een kans op de overwinning te maken. Ze gaan een nacht tegemoet die zo ongelooflijk angstig zal zijn, dat ze denken dat het hen allemaal echt overkomt... Hebben ze dan echt geen rekening gehouden met de onmetelijke krachten van Pinhead? Ze moeten vechten voor hun leven, terwijl ze 'vastgenageld' achter hun beeldscherm zitten...

## Rolverdeling
- Doug Bradley: Pinhead
- Lance Henriksen: De gastheer
- Katheryn Winnick: Chelsea
- Christopher Jacot: Jake
- Khary Payton: Derrick
- Henry Cavill: Mike
- Désirée Malonga: Désirée Malonga
- Glenn Tyson: Anaconda
- Anna Tolputt: Allison
- Stelian Urian: Adam
- Adam Wallace: Tree